# Erpodium grossirete
Erpodium grossirete là một loài rêu trong họ Erpodiaceae. Loài này được Müll. Hal. mô tả khoa học đầu tiên năm 1893.